# 黑色三角形

倒转的黑色三角形

倒转的黑色三角形，是女同性恋或女权主义者自豪和团结的标志。它来源于納粹集中營臂章，当时使用它在集中营中区分被认为是“反社会”的女性（例如对纳粹家庭价值观构成威胁的人），如女同性恋和妓女。如果有女人反對生育，或反對傳統家庭價值觀，則會被冠上黑色倒三角形。